# 프린스턴 (뉴저지주)

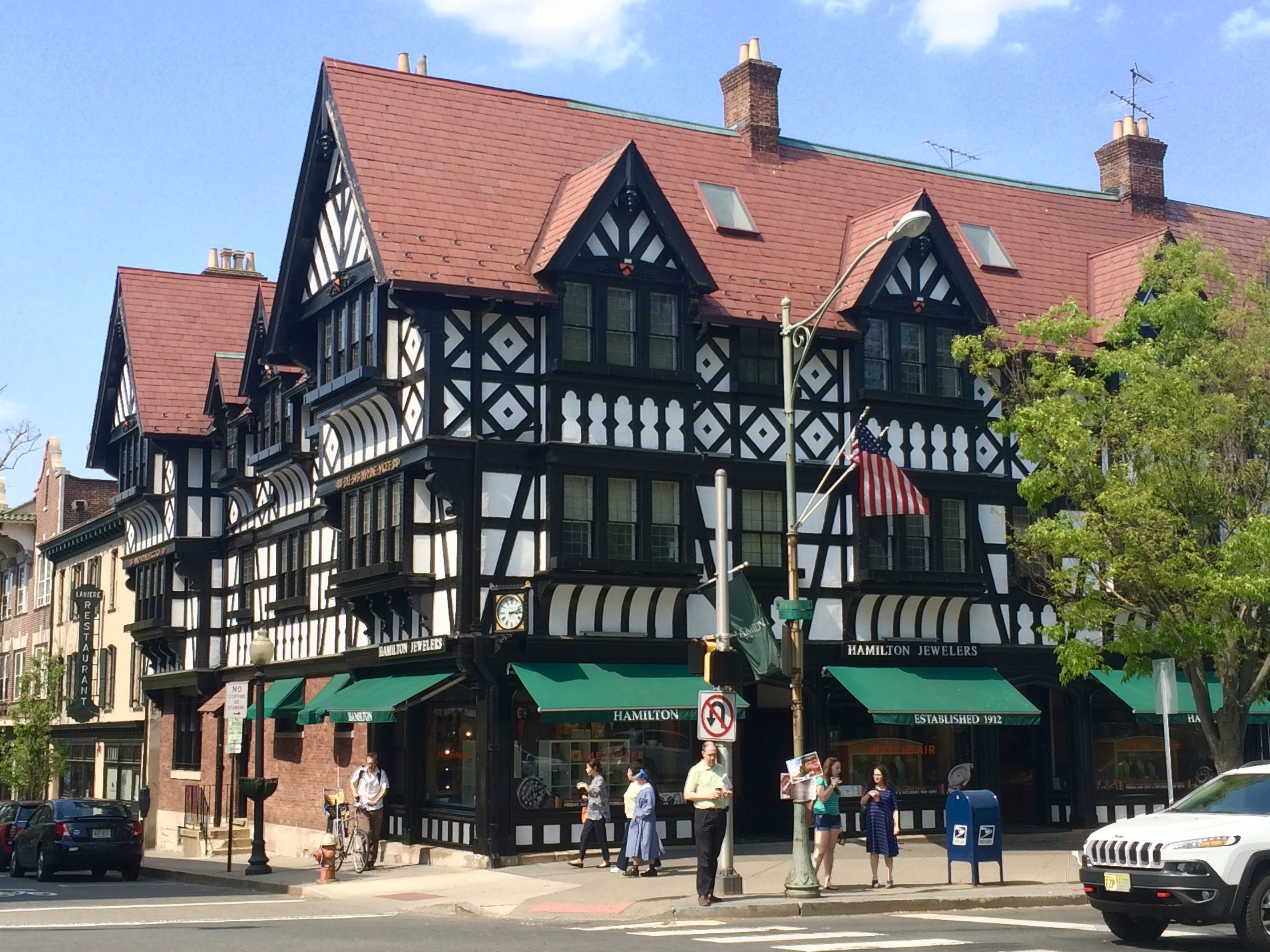
프린스턴

프린스턴(Princeton)은 프린스턴 대학교가 1756년에 자리잡은 미국 뉴저지주 머서군의 일부분이다. 프린스턴에서는 프린스턴 대학교를 비롯하여, 프린스턴 고등연구소, 프린스턴 신학교, 웨스트민스터 콰이어 칼리지 등이 자리하고 있다. 뉴욕 시와 필라델피아의 중간 정도에 위치하고 있으며 철도가 뉴욕 시와 필라델피아로 다닌다.
뉴저지주 주도는 20km쯤 떨어진 트렌튼이지만, 1954년부터 주지사 관사는 프린스턴에 있다. 1783년에 4달 동안 미국의 수도였다.

## 같이 보기
- USS 프린스턴